# Oksana Meško
Oksana Jakyvna Meško (30. ledna 1905, Stari Sanžary, Poltavská gubernie (nyní Levobřežní Ukrajina) – 2. ledna 1991, Kyjev) byla členka ukrajinské opozice v poválečném období. Převzala vedení Ukrajinské Helsinské skupiny v období masového zatýkání ze strany Výboru státní bezpečnosti SSSR na konci 70. let. Matka disidenta a politického vězně Oleksandra Serhijenka. Její sestra Katěrina Meško byla za války ve velení OUN, po roce 1949 v emigraci v USA.

## Životopis
Narodila se 30. ledna 1905 v městě Stari Sanžary v Poltavské oblasti v malorolnické rodině se starobylými kozáckými kořeny, která unikla nevolnictví. Oksanina otce zajali bolševici jako rukojmí pro nesplnění kvóty dodávek a v prosinci 1920 ho v Charkově na Cholodné hoře zastřelili. Brzy poté byl její sedmnáctiletý bratr Jevhen, člen hnutí Prosvita, zabit místním aktivistou. Dům bolševici zabavili a Oksana se sestrou Virou uprchly.
V roce 1927 Oksana Meško zahájila studia na Fakultě chemie Institutu veřejného vzdělávání v Dněpropetrovsku (Dnipru). Během studií se provdala za lektora institutu Fedira Serhijenka, bývalého člena KS Ukrajiny a v jejím rámci radikálnějšího křídla, tzv. borotbistů („bojovníků“). Během studia byla z ústavu několikrát vyloučena „pro svůj sociální původ“ a znovu usilovala o přijetí. V roce 1931 studia dokončila. Manželé měli dva syny: Jevhena (*1930) a Olese (*1932).
Počátkem roku 1935 byl její manžel Fedir podruhé zatčen (poprvé v roce 1925 ještě jako komunista). Aby se vyhnul dalším perzekucím, odstěhoval se do Ruska. V době stalinských čistek (1936–1937) byli z politických důvodů zatčeni její dva strýci a bratranec. V roce 1937 byla Oksana Meško jako příbuzná „nepřátel lidu“ propuštěna z chemické laboratoře Institutu obilnářství; oficiálně v důsledku „snižování stavu“. Přestěhovala se za manželem do Tambova, kde je zastihla válka. V květnu 1944 se vrátila do Dnipra a poté do Kyjeva.

### První zatčení
V létě 1946 přijela do Kyjeva její starší sestra Vira Chudenko, jejíž nejstarší syn bojoval v Ukrajinské povstalecké armádě (UPA) a byl zajat a zabit sovětskými bezpečnostními silami. Oksana pomohla sestře usadit se a najít si v Kyjevě práci, ale brzy nato byla Vira Chudenko zatčena a 19. února 1947 byla zatčena i Oksana. Sestry byly souzeny na základě bizarního obvinění z plánování atentátu na Nikitu Chruščova, tehdejšího prvního tajemníka Ústředního výboru Komunistické strany Ukrajiny. Jediným „důkazem“ jejich viny mělo být jejich vynucené přiznání. Obě odolaly velmi velkému a brutálnímu nátlaku, aby se přiznaly, ale na podzim 1947 byly přesto v nepřítomnosti odsouzeny Zvláštní radou NKVD podle bodu 8 článku 54-1A trestního zákoníku Ukrajinské SSR („terorismus“) k deseti letům vězení v nápravně pracovních táborech.
V letech 1947–1954 byla vězněna v sovětských pracovních táborech na státním statku v Uchtě v Republice Komi, v kamenolomu v Irkutsku a na stavbě. Hrůzy stalinských lágrů později popsala v knize Miž smerťu i žyťťjam („Mezi smrtí a životem“). Na jaře 1955 ji komise ÚV KSSS propustila pro onemocnění, ale zůstala ve vyhnanství v Krasnojarsku v RSFSR. Byla pak rehabilitována, ale pas obdržela až v roce 1956 a do Kyjeva se mohla vrátit v červnu téhož roku. Krátce na to zemřel její manžel. Osvědčení o rehabilitaci získala 11. července 1956 a až do odchodu do důchodu v roce 1965 pracovala jako strojní technoložka. Spolu se synem Olesem obývala malý byt v Kyjevě.

### Disidentská činnost
V atmosféře částečné liberalizace 60. let, která následovala po smrti Josifa Stalina, se intenzivně podílela na organizaci kulturních akcí, například literárních večerů, které byly důležitou součástí rodícího se národního a kulturního obrození v Kyjevě. Tyto aktivity nebyly nelegální, ale také nebyly schváleny úřady, a proto byly považovány za nacionalistické a nebezpečné. Zároveň začala číst a šířit samizdatové materiály a podepsala mnoho otevřených dopisů a výzev jménem disidentů pronásledovaných a perzekvovaných úřady. Její syn, který se účastnil stejných aktivit, byl poprvé zatčen roku 1966, vyloučen z univerzity a v roce 1970 přišel o práci. V roce 1970, v souvislosti se zatčením Valentyna Moroze, byl byt Oksany Meško v Kyjevě prohledán bezpečnostními složkami a v roce 1972 byl Oles Serhienko zatčen. 22. května 1972 byla zatčena i ona, když položila květiny k pomníku Tarase Ševčenka. Následovaly domovní prohlídky, předvolání na KGB a výslechy.
Roku 1976 byla jedním ze zakládajících členů Ukrajinské Helsinské skupiny (UHG). Její založení bylo oznámeno na tiskové konferenci 9. listopadu 1976 v Moskvě a ještě téhož dne byla Oksana zraněna, když do oken Rudenkova bytu v Kyjevě, kde v té době pobývala, byla vhozeny cihly. Po zatčení většiny zakládajících členů Ukrajinské Helsinské skupiny se Oksana Meško stala jejím faktickým vůdcem. V roce 1979 zveřejnily členky UHG Oksana Meško, Nina Strokata Karavanska a Iryna Senyk dokument nazvaný „Lamentace o vykonstruovaných trestních případech proti disidentům, o četných skutečnostech eskalace státního teroru a pomluv proti členům hnutí za lidská práva na Ukrajině“. Byt Oksany Meško KGB prohledala celkem devětkrát, překopala zahradu při hledání podezřelých materiálů, naproti bytu zřídila stálé pozorovací stanoviště a terorizovala osoby, které ji přišly navštívit.
Od června 1980 byla dva a půl měsíce držena v cele s pacienty na nuceném „vyšetření“ v Pavlovově psychiatrické léčebně v Kyjevě. Lékaři však odmítli prohlásit ji na žádost KGB za duševně nemocnou a byla propuštěna.

### Druhé zatčení
Dne 12. října 1980 následovala domovní prohlídka a 14. října nové zatčení, výslech a opakované „soudní lékařské vyšetření“ v psychiatrické léčebně. Byla obviněna z protisovětské agitace a propagandy. V lednu 1981 byla odsouzena k šesti měsícům vězení a pěti letům vyhnanství, které trávila spolu se svým synem Olesem poblíž města Ayan (Chabarovský kraj) na břehu Ochotského moře. Její cesta z vězení do vyhnanství v Ayanu trvala celkem 108 dní. V té době bylo Oksaně Meško, kterou její přátelé důvěrně nazývali „babička Oksana“ nebo „kozácká matka“, téměř 76 let. Koncem roku 1985 se vrátila z vyhnanství a žila v Kyjevě.

### Závěr života
Koncem 80. let v době „perestrojky“ dostala povolení cestovat do zahraničí. V únoru 1988 navštívila příbuzné v Austrálii a byla pozvána, aby vystoupila v australském parlamentu s projevem o situaci na Ukrajině. Z Austrálie Meško odcestovala do Severní Ameriky, kde se podílela na práci V. světového kongresu svobodných Ukrajinců, a v lednu 1989 se vrátila na Ukrajinu. Byla jednou z vedoucích osobností Ukrajinské helsinské unie, která byla založena 7. července 1988 na základě Ukrajinské Helsinské skupiny a stala se členkou Koordinační rady.
V červnu 1990 byly především díky úsilí Oksany Meško obnoveny aktivity v oblasti lidských práv a byl založen Ukrajinský helsinský výbor 90.
Zemřela 2. ledna 1991 ve věku 85 let v Kyjevě. Pohřbena byla 5. ledna na hřbitově Bajkove do hrobu své matky (parcela č. 13). V roce 1995 byly na hrob Oksany Meško za peníze veřejnosti instalovány dva kozácké kříže, které z kamene vytesal Mykola Malyško.

## Rodina
- manžel Fedir Serhijenko – bývalý člen Ukrajinské komunistické strany (borotbistického křídla), politický vězeň, učitel.
- syn Jevhen Serhijenko (1930–1941) – zemřel na začátku války při německém bombardování.
- syn Oles Serhijenko (*1932) – ukrajinský veřejný a politický činitel, aktivista 60. let, politický vězeň.

## Ocenění
Posmrtně byla 8. listopadu 2006 vyznamenána Řádem za odvahu 1. třídy – a to „za občanskou odvahu, obětavost v boji za prosazení ideálů svobody a demokracie a u příležitosti 30. výročí založení Ukrajinské občanské skupiny pro provádění Helsinských dohod“.
Dne 20. května 2016 byla v Poltavě na příkaz předsedy oblastní státní správy přejmenována ulice Kláry Ceckinové na ulici Oksany Meško.

## Dílo
- Oksana Meshko, Mezi smrtí a životem. Z ukrajinštiny přeložil George Moshinsky. Sdružení žen na obranu čtyř svobod pro Ukrajinu, New York 1981, 176 s.
- Oksana Meshko, "Between Death and Life" // "The Liberation Way", London, 1979, No. 1–4 (separate edition in English - New York; Toronto; London; Sydney, 1981), Ukrainian - K., 1991
- Oksana Meshko, Vasyl Skrypka. K.: Ukrajinská republikánská strana, 1996.- 55 s.